# Nodobythere (Crysobythere) reticulata
Nodobythere (Crysobythere) reticulata is een mosselkreeftjessoort uit de familie van de Bythocytheridae. De wetenschappelijke naam van de soort is voor het eerst geldig gepubliceerd in 1989 door Hartmann.